# Marcela Veselková
Marcela Veselková (Kassa, 1981. február 16. –) szlovák költő, közgazdász.
A Pozsonyi Közgazdaságtudományi Egyetemen és a budapesti Közép-európai Egyetemen végzett. 2001-ben jelentek meg az első versei. A Najzvláštnejšie je neľúbiť ťa (A legfurcsább dolog az, hogy nem tetszik) versgyűjteménnyel debütált 2005-ben. Ezt a kötetet jelölték a kelet-európai irodalom nagydíjára, és megkapta az Ivan Krask-díjat. 2013-ban publikálta a második kötetét: Identity (Identitások) címmel. A pozsonyi Comenius Egyetemen tanít.

## Művei
- Najzvláštnejšie je neľúbiť ťa (versek, 2005) A legfurcsább dolog az, hogy nem tetszik
- Päť x päť. Antológia súčasnej slovenskej poézie (2012)[2] Öt x öt. A kortárs szlovák költészet antológiája
- Identity (versek, 2013) Identitás
- Nedostatky (regény, 2015) Hiányosságok

## Magyarul
- Magyar Lettre, 2014 ősz[3]
  - Nagyi
  - Félni a repüléstől
  - Felejtés
  - Álarcok

## Fordítás
- Ez a szócikk részben vagy egészben  a   Marcela Veselková című szlovák Wikipédia-szócikk ezen változatának fordításán alapul.  Az eredeti cikk szerkesztőit annak laptörténete sorolja fel. Ez a jelzés csupán a megfogalmazás eredetét és a szerzői jogokat jelzi, nem szolgál a cikkben szereplő információk forrásmegjelöléseként.